# Брэдфорд, Чейзен
Чейзен Дэвид Брэдфорд (англ. Chasen David Bradford, 5 августа 1989, Лас-Вегас) — американский бейсболист, питчер клуба Главной лиги бейсбола «Сиэтл Маринерс».

## Карьера
Брэдфорд родился в Лас-Вегасе 5 августа 1989 года. В 2008 году он окончил старшую школу Сильверадо, после чего поступил в подготовительный колледж Южной Невады. Через два года Чейзен поступил в Университет Центральной Флориды. В своём последнем сезоне в NCAA в 2011 году он сыграл в 53 иннингах с показателем пропускаемости ERA 5,30. Несмотря на не самую хорошую статистику, в том же году в одиннадцатом раунде драфта его выбрал клуб «Нью-Йорк Метс».
В 2014 году он достиг уровня AAA-лиги в фарм-системе «Метс». В составе «Лас-Вегас Фифти Уанс» он отыграл 207 иннингов с пропускаемостью 4,22. При этом домашний стадион команды является сложным для питчеров. В июне 2017 года Чейзен был вызван в основной состав «Метс» и дебютировал в Главной лиге бейсбола. До конца чемпионата он появился на поле в двадцати восьми играх, позволив сопернику набрать очки только в пяти. В четырёх из этих пяти матчей Брэдфорд пропустил семнадцать ранов, что могло свидетельствовать о его проблемах с психологией.
В январе 2018 года «Метс» выставили Брэдфорда на драфт отказов, откуда его забрал клуб «Сиэтл Маринерс». Чемпионат он начал в AAA-лиге в составе «Такомы», но уже 9 апреля был переведён в основной состав. Первые два месяца в «Маринерс» он провёл на высоком уровне, но затем в игре Чейзена начался спад. Показатель граундболлов после его подач сократился на 10 %, он стал пропускать больше хоум-ранов. При этом Брэдфорд стал одним из самых надёжных реливеров клуба в чемпионате, уступив по количеству игрового времени только Эдвину Диасу и Нику Винсенту.
В регулярном чемпионате 2019 года Брэдфорд сыграл за «Маринерс» в двенадцати матчах с пропускаемостью 4,86. В апреле он пропустил две недели из-за воспаления правого плеча. В июне Чейзен снова был переведён в список травмированных, а 15 августа он перенёс операцию Томми Джона по восстановлению связки локтя. В конце октября клуб вывел его из основного состава и направил на реабилитацию в команду ААА-лиги «Такома Рейнирс».